# Прец
Прец (нем. Präz) — деревня и бывшая коммуна в Швейцарии, в кантоне Граубюнден.
1 января 2010 года вместе с коммунами Сарн, Портайн и Тартар вошла в состав коммуны Кацис. Входит в состав региона Виамала (до 2015 года входила в округ Хинтеррайн).
Население составляет 166 человек (на 31 декабря 2006 года). Официальный код — 3665.